# Reifenberg (familie)

Wapen van de familie de Reiffenberg (Armorial du Royaume de Belgique).

Reifenberg (of Reiffenberg; in het Duitse taalgebied "von Reif(f)enberg", in het Franse taalgebied "de Reif(f)enberg") is de naam van een Duitse adellijke familie, die uit het Westerwald en de Taunus, afkomstig was.

## Geschiedenis

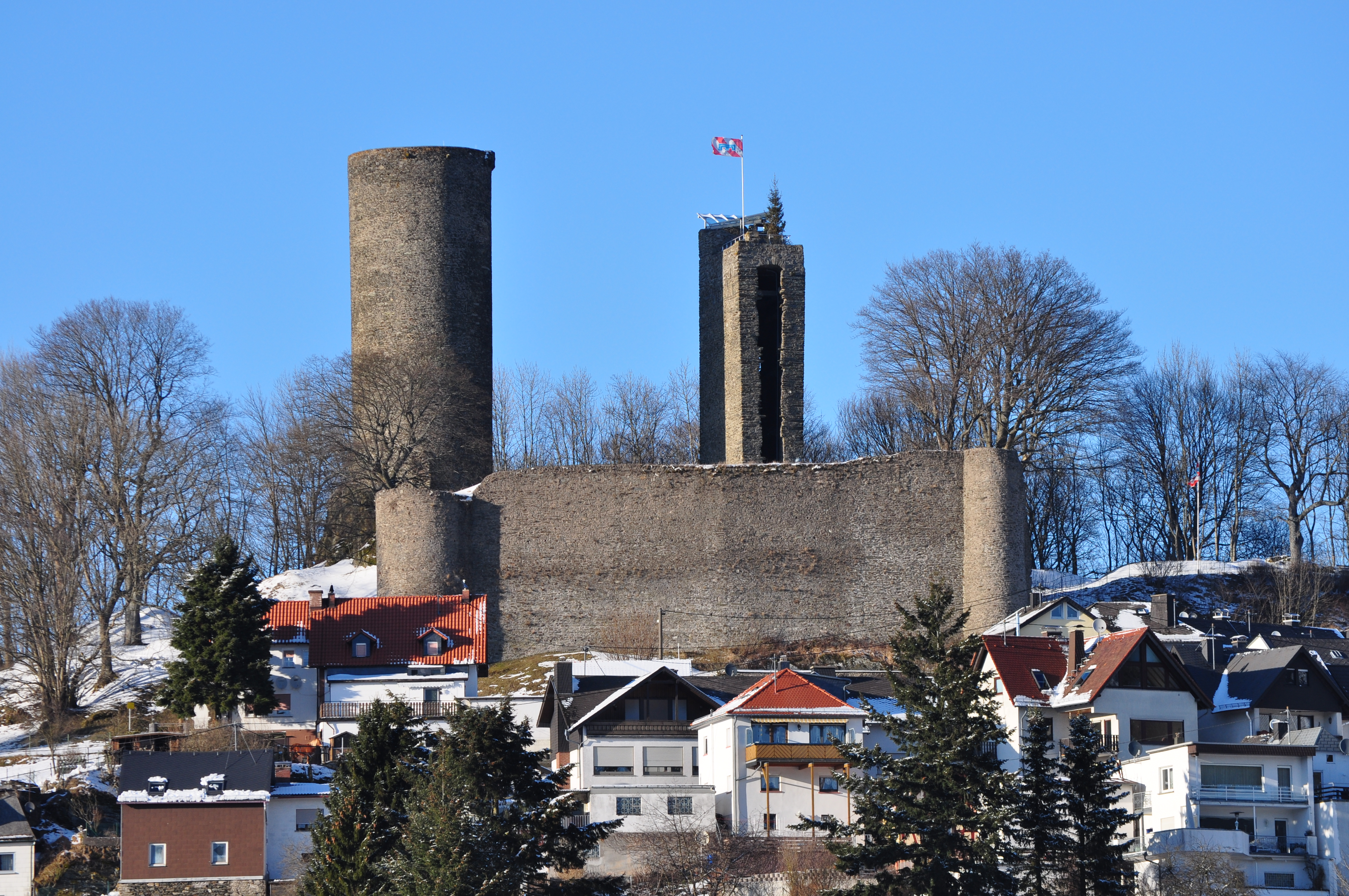
Burcht Reifenberg.

Het stamslot van de familie von Reifenberg was de burcht Reifenberg (gebouwd rond 1215) in Oberreifenberg.
In 1331 wordt deze burcht voor het eerste schriftelijk vermeld. In de eerste helft van de 13e eeuw was de familie Reifenberg in twee takken opgesplitst: in die van de Wetterauer (die in het stamslot Reifenberg verbleven), en in die van de Weller, die zich in het Westerwald vestigden en in de 14e eeuw, als Burgmannen (ministerialen) van de graven van Sayn, het aan de voet van de burcht Sayn gelegen Burgmannshof optrokken, dat later tot het huidige slot Sayn werd omgebouwd.
Het geslacht von Hattstein (oude schrijfwijze: "Hazechenstein") was nauw verwant met von Reifenberg (oude schrijfwijze: "Riffinberg", vaak ook echter Reiffenberg geschreven), hoewel niet ze weliswaar niet identiek waren. Ze voerde ook eenzelfde wapen. Deze ridderlijke familie stamde oorspronkelijk af uit streek van het Westerwald ten noorden van de Lahn of uit de streek rond Limburg. Stamslot van de familie von Hattstein was de burcht Hattstein bij Schmitten, ongeveer vier kilometer van de burcht Reifenberg verwijderd. In 1226 stierf een zekere Koenraad zu Hattstein, die Hellmuth Gensicke voor de broer van Cuno von Hattsteins houdt, die op zijn beurt met de in 1234 nogmaals vermeldde "Cuno von Reifenberg" zou zijn te identificeren.

## Wapen

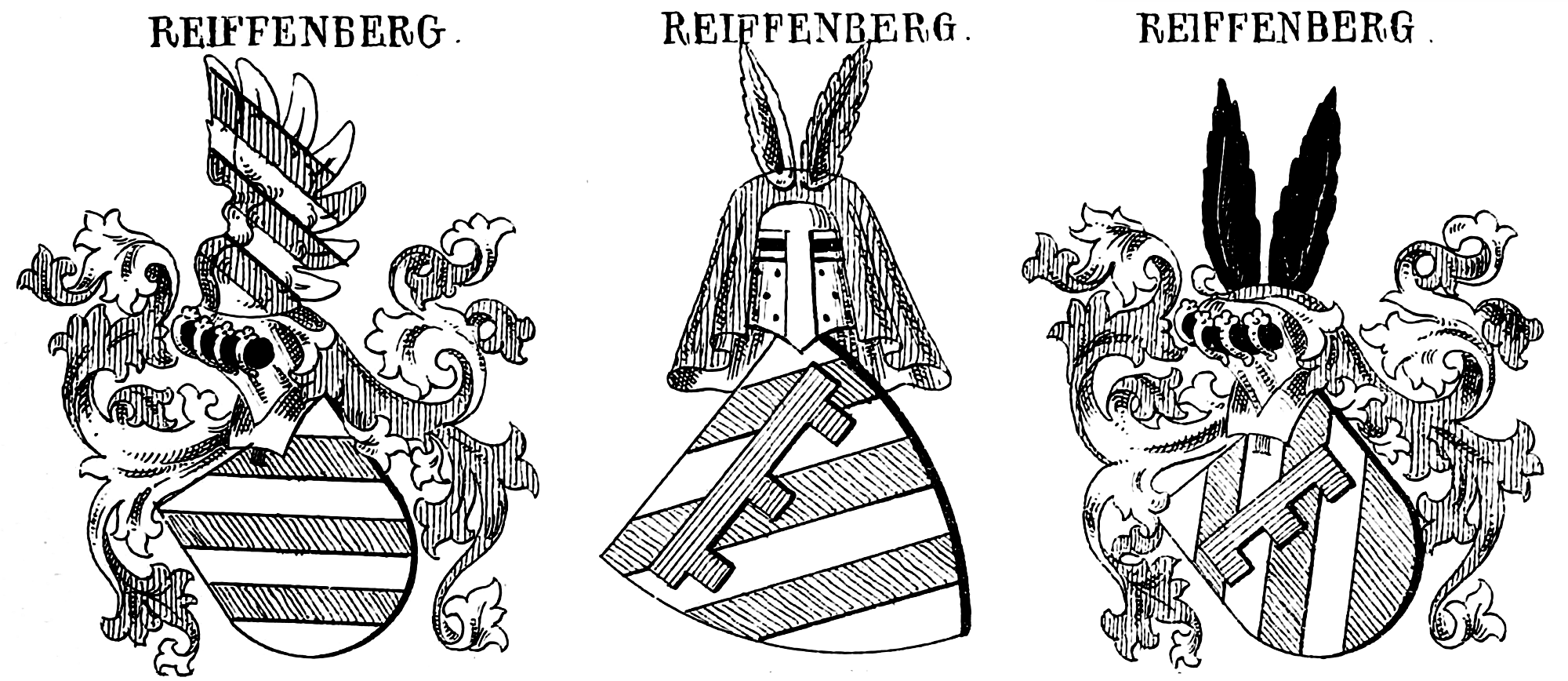
Wapens van de familie von Reiffenberg in het wapenboek van Johann Siebmacher (1882).

- Het stamwapen is een in zes dwarsbalken van zilver en keel opgedeeld schild. Op de helm met zilver-keel dekkleed net zoals het schild zilver-keel gemarkeerde pluimen.
- De in 1686 uitgestorven tak voerde eenzelfde wapenschild, vermeerderd met een blauwe barensteel en op de helm twee ezelsoren, rechts zilver en links keel of beide sabel.[3]

## Hoofden van het Huis Reifenberg

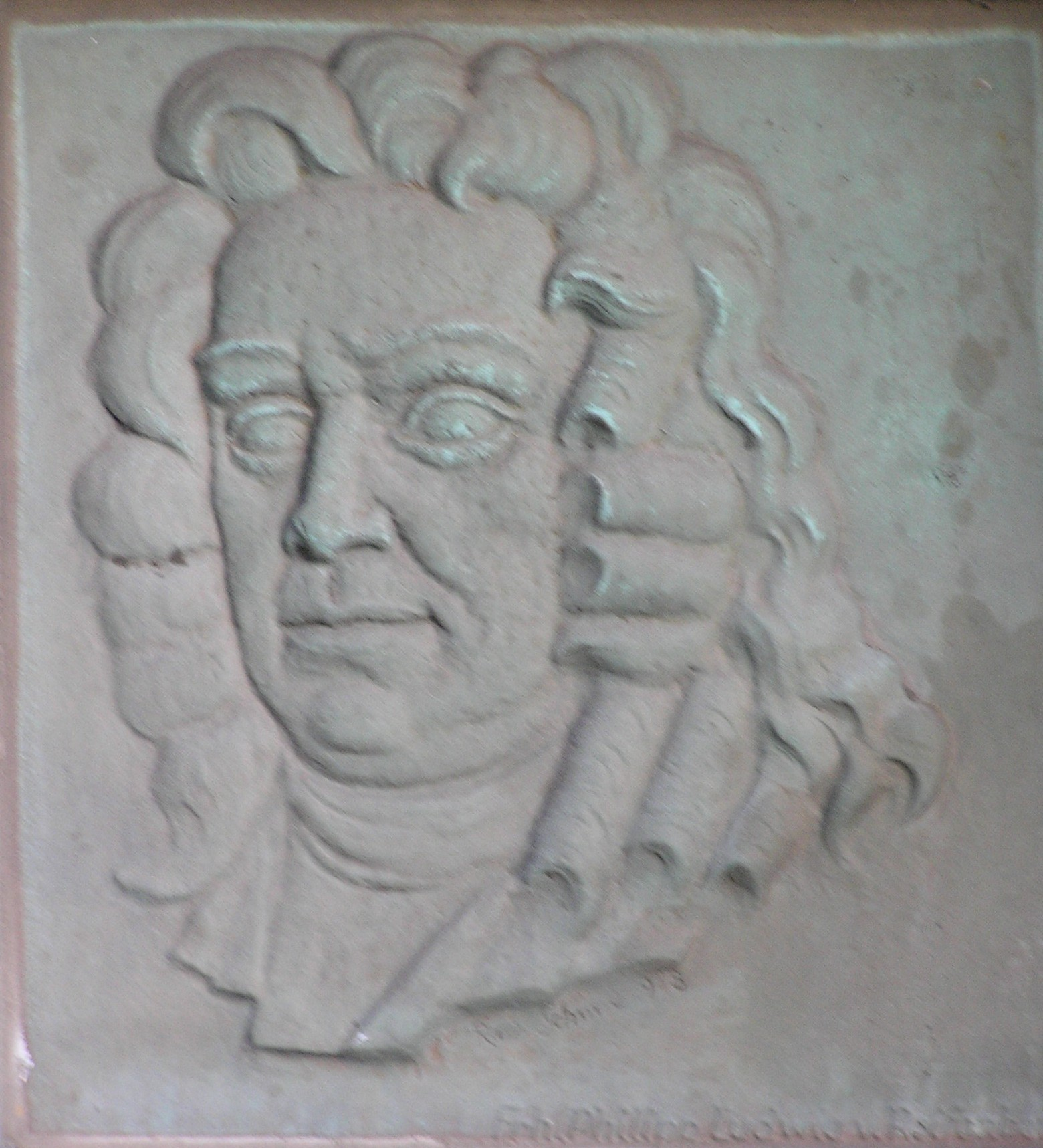
Filips Lodewijk von Reifenberg.

- Filips von Reifenberg, keizerlijke krijgsraad, raads- en drostambtman voor het Keurvorstendom Mainz, overleden in 1548.
- Philipp von Reifenberg (getrouwd in 1570), overleden in 1582
- Jan Hendrik Freiherr von Reifenberg, keizerlijke raadsman en kamerheer, overleden op 4 maart 1628 (in 1613 in de Freiherrenstand verheven)
- Filips Lodewijk Freiherr von Reiffenberg, domheer te Mainz en Trier, gestorven op 23 maart 1686[4]

Met Filips Lodewijk stierf de Wetterauerlijn van het geslacht Reifenberg in mannelijke lijn uit. Filips Lodewijk zijn zus Johanna Walpurgis trouwde met Jan Lothar von Walbott-Bassenheim. De bezittingen van het Huis Reifenberg in de Taunus gingen daarmee over in het bezit van de graven Waldbott von Bassenheim.
De Wellerlijn eindigde met de volgende personen:
- Jan Filips von Reiffenberg  (Sayn, 1645 - 4 februari 1722)
- Anselm Frederik Antoon von Reiffenberg  (10 februari 1685 - 21 december 1739)